# Cynips
Genre
Cynips est un genre d'insectes hyménoptères de la famille des Cynipidae, aussi appelés « guêpes à galles », présents dans toute l'Europe. 
Les espèces communément appelées Cynips du châtaignier (Dryocosmus kuriphilus) et Cynips du rosier (Diplolepis rosae) appartiennent à d'autres genres de la même famille.

## Morphologie
Les Cynips, généralement de couleur noire à brun foncé, ont un thorax épais et bosselé et un abdomen court. Les ailes ne sont pas veinées. Les pattes se composent de 14 à 15 segments.

## Reproduction
Les Cynips se servent de leur ovipositeur pour pondre leurs œufs dans les végétaux, provoquant la formation de galles qui protègent et nourrissent leurs larves ; les types de galles varient selon l'espèce de Cynips et celle du végétal colonisé.

## Liste d'espèces rencontrées en Europe
- Cynips agama
- Cynips cornifex
- Cynips disticha
- Cynips divisa
- Cynips fusca
- Cynips longiventris
- Cynips quercus
- Cynips quercusfolii (Cynips des galles-cerises du chêne)
- Cynips schlechtendali